# Jenkinsia majua
Jenkinsia majua är en fiskart som beskrevs av Whitehead, 1963. Jenkinsia majua ingår i släktet Jenkinsia och familjen sillfiskar. IUCN kategoriserar arten globalt som livskraftig. Inga underarter finns listade i Catalogue of Life.